# Bruma del Sudeste Asiático de 2013

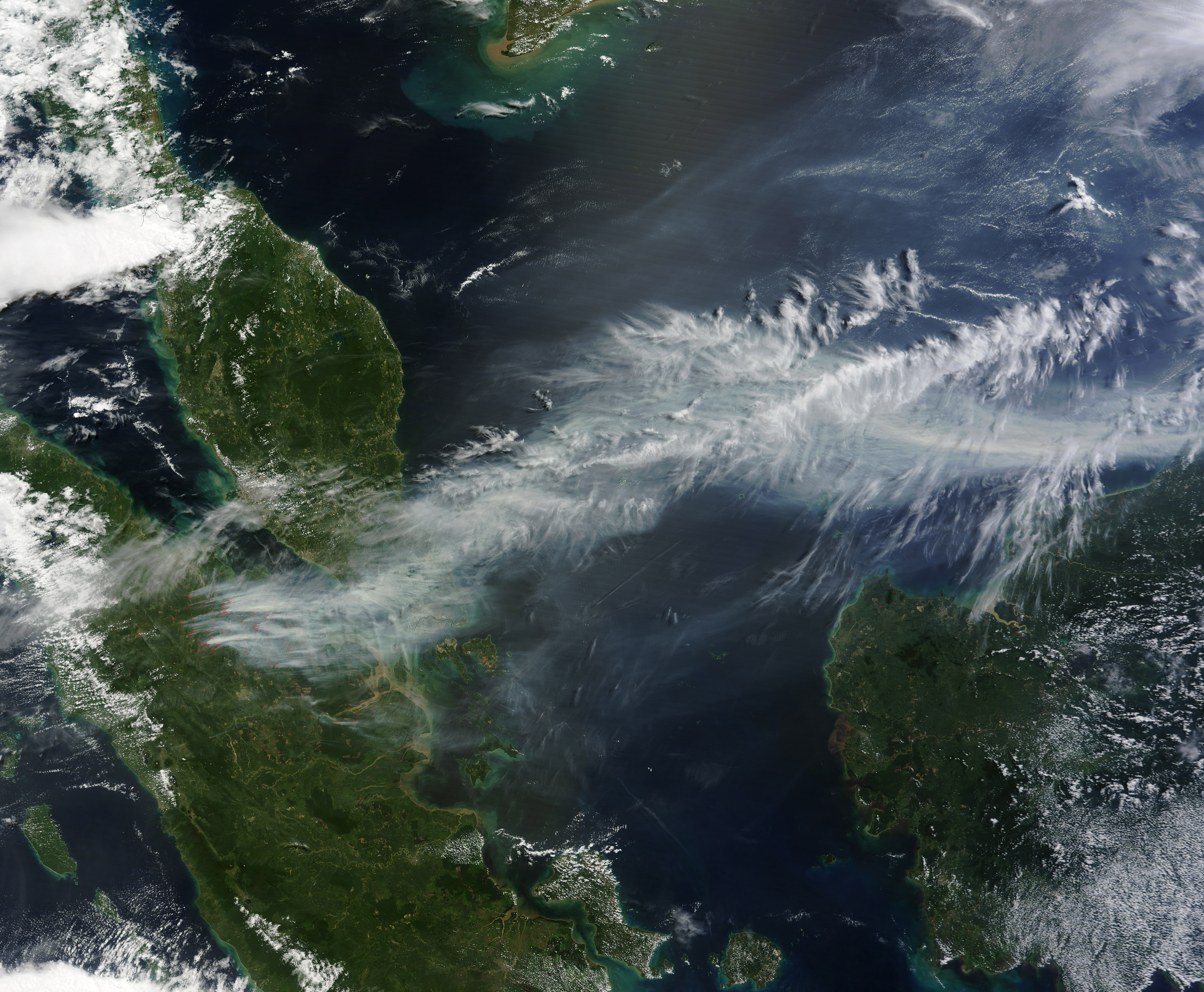
Una imagen de satélite de la NASA de la neblina.

La bruma del Sudeste Asiático de 2013 fue una neblina causada por la continua quema incontrolada de cultivos de plantaciones en Indonesia, y afectó a varios países de la región del sudeste asiático, como Malasia y Singapur. La niebla comenzó alrededor de mediados de junio de 2013, cuando los agricultores de los alrededores de la ciudad de Dumai, provincia de Riau quemaron grandes extensiones de bosque para la limpieza del terreno. Nada menos que 187 puntos fueron recogidos por los satélites, el 18 de junio de 2013. Muchos de los puntos de acceso son de propiedad de las empresas de aceite de palma (el negocio con sede en Singapur y Malasia) o los pequeños agricultores que suministran aceite de palma para estas empresas y el uso tradicional de los métodos de roza y quema para limpiar sus tierras para próximas temporadas de siembra.